# Terry Pratchett
Terry Pratchett (Beaconsfield, 28 april 1948 – Broad Chalke, 12 maart 2015) was een Engelse schrijver van humoristische fantasy-boeken waarvan vele zich op de Schijfwereld (Engels: Discworld) afspelen.

## Levensloop
Pratchett las als kind al veel bij de openbare bibliotheek. Het op dertienjarige leeftijd schrijven van een kort verhaal (The Hades business) voor de schoolkrant vormde zijn kennismaking met het vak van auteur. Toen hij vijftien was werd het verhaal commercieel gepubliceerd. Hij ging van school af toen hij zeventien was en deed een staatsexamen in de journalistiek. Zijn eerste boek The Carpet People verscheen in 1971, maar was al veel eerder geschreven. Twee boeken volgden: De donkere kant van de zon (1976) en Strata (1981). Terry was eerder al gestopt met de journalistiek en had inmiddels een functie als woordvoerder voor het Britse nationale energiebedrijf. Dat maakte hem, kort voor het incident met de kerncentrale van Harrisburg, tot woordvoerder voor de Britse kerncentrales.
De Kleur van Toverij, het eerste boek over de Schijfwereld (Engels: Discworld), verscheen in 1983. Toen de Schijfwereldserie een succes bleek nam Pratchett ontslag en ging van zijn pen leven. Hij heeft tussendoor ook een aantal niet-Schijfwereld-boeken geschreven, waaronder Alleen jij kunt ons redden.
Op 11 december 2007 maakte Pratchett bekend dat hij leed aan een zeldzame vorm van de ziekte van Alzheimer. In 2015 overleed hij aan de gevolgen van de ziekte.

## Stijl
Pratchett schreef prettig leesbaar en onderhoudend en een van de kenmerken van zijn boeken is dat er grote aantallen kleine verwijzingen en grapjes doorheen verweven zitten die lang niet door iedereen zullen worden opgemerkt, maar die ook niet essentieel zijn voor het verhaal. Het geeft de lezer echter een zeer tevreden gevoel als hij er weer een vindt. (Een voorbeeld: de leider van de stad Ankh-Meurbork is heer Huigen Ottopedi van de familie Ottopedi, waarmee voor enigszins geschiedkundig onderlegde lezers een link wordt gelegd naar het Florence uit de Renaissance, waar de Medici's het voor het zeggen hadden en waar net zo gekonkeld werd. Een orthopeed is een medicus.) De boeken zijn satires op de meest uiteenlopende onderwerpen en stijlen uit heden en verleden, en eindigen meestal in een hilarisch beschreven chaotische finale. De plot is vrijwel zonder uitzondering tot in de puntjes doordacht.
Zoals bij meer grote humoristen gaan echter onder het komische oppervlak een diepe ernst en een scherpe maatschappijkritiek schuil. Terwijl de eerste boeken zich vooral beperkten tot een persiflage op conventionele thema's van de fantasy als genre, laten de latere werken zwaardere levensvragen aan bod komen; het in 2006 verschenen "Thud!" gaat bijvoorbeeld eigenlijk over religieus fundamentalisme. Pratchetts stijl is met de thematiek zozeer meegegroeid dat het literair genot dat zij voortbrengt nu aanzienlijk beter verkoopt dan de oorspronkelijke humor.
De Schijfwereld-boeken (de Nederlandse vertalingen werden voornamelijk verzorgd door Venugopalan Ittekot (pseudoniem van Ruurd Groot), een hele opgave vanwege de vele woordspelingen!) zijn ruwweg te verdelen naar de verschillende hoofdpersonen die zelfstandig in verhalen verschijnen, maar ook elkaars pad kruisen. Zo zijn daar de verhalen over Ankh-Meurbork (Ankh-Morpork), de verhalen over de stuntelende tovenaars (met als hoogtepunt de avonturen van Rinzwind, over wie de eerste twee delen gaan), maar ook de heksen zijn bijzonder populair bij de lezers, vooral Ootje Nack (Nanny Ogg) en Opoe Wedersmeer (Granny Weatherwax).
Er zijn Pratchett-nieuwsgroepen op het internet waar FAQ-lijsten circuleren waar ontdekte grapjes uit de doeken worden gedaan. Pratchett deed zelf vaak enthousiast mee in de nieuwsgroepen en schroomde daarbij de discussie met anderen niet.
Zijn boeken zijn in 38 talen verschenen. Er zijn in totaal meer dan 90 miljoen boeken verkocht.

## Prijzen en erelijsten
- Op 31 december 2008 werd Pratchett geridderd als erkenning voor een carrière waarin hij meer dan 55 miljoen boeken verkocht en voor zijn liefdadigheidswerk voor Alzheimer-onderzoek. Omdat hij vindt dat een ridder een zwaard nodig heeft, smeedde hij er zelf een uit zelf gewonnen ijzeroer.
- In de top-200 van de Britse Big Read-verkiezing ('het beste boek ooit') kwamen liefst 15 boeken van Pratchett terecht; daarmee werd hij de schrijver met meeste boeken in de lijst.

### De Schijfwereld-serie
1. 1983 - De Kleur van Toverij (The Colour of Magic)
2. 1986 - Dat wonderbare licht (The Light Fantastic)
3. 1987 - Meidezeggenschap (Equal Rites)
4. 1987 - Dunne Hein (Mort)
5. 1988 - Betoverkind (Sourcery)
6. 1988 - De plaagzusters (Wyrd Sisters)
7. 1989 - Pyramides (Pyramids)
8. 1989 - Wacht! Wacht! (Guards! Guards!)
9. 1990 - Faust Erik (Faust Eric)
10. 1990 - Rollende Prenten (Moving Pictures)
11. 1991 - Maaierstijd (Reaper Man)
12. 1991 - Heksen in de lucht (Witches Abroad)
13. 1992 - Kleingoderij (Small Gods)
14. 1992 - Edele Heren en Dames (Lords and Ladies)
15. 1993 - Te Wapen (Men at Arms)
16. 1994 - Zieltonen (Soul Music)
17. 1994 - Interessante Tijden (Interesting Times)
18. 1995 - Maskerade (Maskerade)
19. 1996 - Lemen voeten (Feet of Clay)
20. 1996 - Berevaar (Hogfather)
21. 1997 - Houzee! (Jingo)
22. 1998 - Het Jongste Werelddeel (The Last Continent)
23. 1998 - Pluk de Strot (Carpe Jugulum)
24. 1999 - De Vijfde Olifant (The Fifth Elephant)
25. 2000 - De Waarheid (The Truth)
26. 2001 - De Dief van Tijd (Thief of Time)
27. 2001 - De laatste held (The last hero) (Kort verhaal met op elke bladzijde een tekening van Paul Kidby) Nederlandse vertaling: 2018 (epub)
28. 2001 - Mirakelse Maurits en zijn Gestudeerde Knaagdieren (The Amazing Maurice and His Educated Rodents) (won de Carnegie Medal van 2001)
29. 2002 - De Nachtwacht (Night Watch)
30. 2003 - De Vrijgemaakte Ortjes (The Wee Free Men)
31. 2003 - Monsterlijk Regiment (The Monstrous Regiment)
32. 2004 - Een Hoed van Lucht (A Hat Full of Sky) (won de Mythopoeic Award in 2005)
33. 2004 - Posterijen (Going Postal)
34. 2005 - Bam! (Thud!)
35. 2006 - Wintersmid (Wintersmith)
36. 2007 - Geld moet wapperen (Making Money)
37. 2009 - Academische Boys (Unseen Academicals)
38. 2010 - Ik ga in Middernacht (I Shall Wear Midnight)
39. 2011 - Snuif (Pratchett) (Snuff)
40. 2013 - Op Stoom (Raising Steam)
41. 2015 - De herderskroon (The Shepherd's Crown) (het laatste boek uit de Schijfwereld serie. Hoofdpersoon is Tiffany Aching)

### Andere boeken over Schijfwereld
- 2000 - Nanny Ogg's Cookbook (een kookboek met Ootje Nacks-specialiteiten)
- 2005 - Where's My Cow? ° (Een door Melvyn Grant geïllustreerd verhaal, gebaseerd op het boekje waaruit Douwe Flinx zijn zoon voorleest in Bam!)
- 2012 - The World of Poo ° (Gebaseerd op kinderboek waaruit Douwe Flinx zijn zoon voorleest in Snuif)

### Populairwetenschappelijke Schijfwereld-boeken
- The Science of Discworld ° (Met Ian Stewart en Jack Cohen)
- The Science of Discworld II: The Globe ° (Met Ian Stewart en Jack Cohen)
- The Science of Discworld III: Darwin's Watch ° (Met Ian Stewart en Jack Cohen)
- The Science of Discworld IV: Judgement Day ° (Met Ian Stewart en Jack Cohen)

### Schijfwereld-kaarten
Land- of stadskaarten met door Pratchett geschreven toeristisch boekje. De kaart van de Schijfwereld (The Discworld Mapp) was de eerste kaart van een fictief gebied dat in de non-fictie bestsellerlijsten stond.
- 1993 - The Streets of Ankh-Morpork ° (plattegrond van Ankh-Meurbork)
- 1995 - The Discworld Mapp ° (wereldkaart van Schijfwereld)
- 1998 - A Tourist Guide to Lancre °
- 1999 - Death's Domain °

### Non-Schijfwereld-boeken
Sciencefictionboeken
- 1976 - De donkere kant van de zon (The Dark Side of the Sun)
- 1981 - Delven, in 1994 opnieuw uitgebracht als Strata (Strata) (een parodie op Larry Niven's Ringwereld)

Kinderboeken
- 1971 - The Carpet People °
- 1989 - De echte kat : Felix Vulgaris (The Unadulterated Cat) (met Gray Jolliffe, eerbetoon aan katten)

De "Bromeliad" trilogie (ook wel de "Nome-series" genoemd)
- 1988 - Truckers °
- 1990 - Diggers °
- 1990 - Wings °

De Johnny Maxwell-boeken
- 1992 - Alleen jij kunt ons redden (Only You Can Save Mankind)
- 1993 - Wij pikken het niet langer! (Johnny and the Dead)
- 1996 - Johnny and the Bomb °

De Long Earth-boeken (met Stephen Baxter)
- The Long Earth (2012)°
- The Long War (2013)°
- The Long Mars (2014)°
- The Long Utopia (2015)°
- The Long Cosmos (2016)°

Overige
- 1990 - Hoge omens (Good Omens) (samen met Neil Gaiman)
- 2004 - Once More* *With Footnotes ° een bloemlezing van verhalen en interviews
- 2014 - Volk (Nation)

### Verfilmingen van de Schijfwereldboeken
- The Colour of Magic (speelfilm)
- Hogfather (speelfilm)
- Going Postal (speelfilm)
- Wyrd Sisters (animatiefilm)
- Soul Music (animatiefilm)